# بيلي تشايلدز
بيلي تشايلدز (بالإنجليزية: Billy Childs)‏ هو ملحن وعازف بيانو أمريكي، ولد في 8 مارس 1957 في لوس أنجلوس في الولايات المتحدة.

## وصلات خارجية
- الموقع الرسمي
- بيلي تشايلدز على موقع IMDb (الإنجليزية)
- بيلي تشايلدز على موقع ميوزك برينز (الإنجليزية)
- بيلي تشايلدز على موقع أول ميوزيك (الإنجليزية)
- بيلي تشايلدز على موقع ديسكوغز (الإنجليزية)